# Libuše Márová
Libuše Márová (* 24. prosince 1943 v Sušici) je česká operní pěvkyně – altistka a mezzosopranistka a vysokoškolská pedagožka.

## Život
Pochází z hudebně založené rodiny, již od mládí se věnovala zpěvu. Maturovala v roce 1961 na jedenáctiletce v Plzni. V roce 1965 ukončila HAMU (zpěv u Přemysla Kočího, herectví u B. Zoula) a pokračovala dále soukromě ve studiu zpěvu. V sezóně 1965/1966 získala angažmá v plzeňském Divadle Josefa Kajetána Tyla, od roku 1966 do 2006 byla sólistkou opery Národního divadla. V letech 1969 - 1972 hostovala v Norské opeře v Oslu a v letech 1970–1978 v Komische Oper v Berlíně. Vystupovala též v Maďarsku, Nizozemí, Turecku a dalších zemích, věnuje se také koncertní činnosti. Od roku 2001 vyučuje zpěv na hudební fakultě pražské Akademie múzických umění, natočila snímky pro gramofonové společnosti Panton, Supraphon, Decca, rozhlas a televizi. Patří mezi nejlepší české operní pěvkyně 2. poloviny 20. století.
Jejím prvním manželem byl režisér Norbert Snítil, druhým režisér Tomáš Šimerda.

## Ocenění
- 1981 titul zasloužilá umělkyně
- 2022 titul Cena Thálie 2022 v oboru Opera - celoživotní mistrovství

## Divadelní role (výběr)
- Don Carlos - Princezna Eboli
- Tajemství - Panna Róza
- Eugen Oněgin - Olga
- Cosi fan tutte - Dorabella
- Rusalka - Čarodějnice, Třetí žínka
- Rigoletto - Maddalena
- Figarova svatba - Cherubín, Marcellina
- Boris Godunov - Marina z Mníšku
- Divadlo za branou - Katuška
- Růžový kavalír - Annina
- Čertova stěna - Záviš
- Zlato Rýna - Erda
- Káťa Kabanová - Varvara
- Nevěsta messinská - Donna Isabella
- Piková dáma - Pavlína, Hraběnka
- Zuzana Vojířová - Kateřina
- Carmen - titulní role
- Hubička - Martínka
- Madame Butterfly - Suzuki
- Prodaná nevěsta - Háta
- Maškarní ples - Ulrika
- Bludný Holanďan - Mary
- Libuše - Radmila
- Cavalleria rusticana - Lucia
- Šárka - Vlasta, Radka, Hosta
- Lazebník sevillský - Marcellina
- Valkýra - Fricka